# Colona hamannii
Colona hamannii là một loài thực vật có hoa trong họ Cẩm quỳ. Loài này được Riedl & Riedl-Dorn mô tả khoa học đầu tiên năm 1985.